# Dexter Jackson

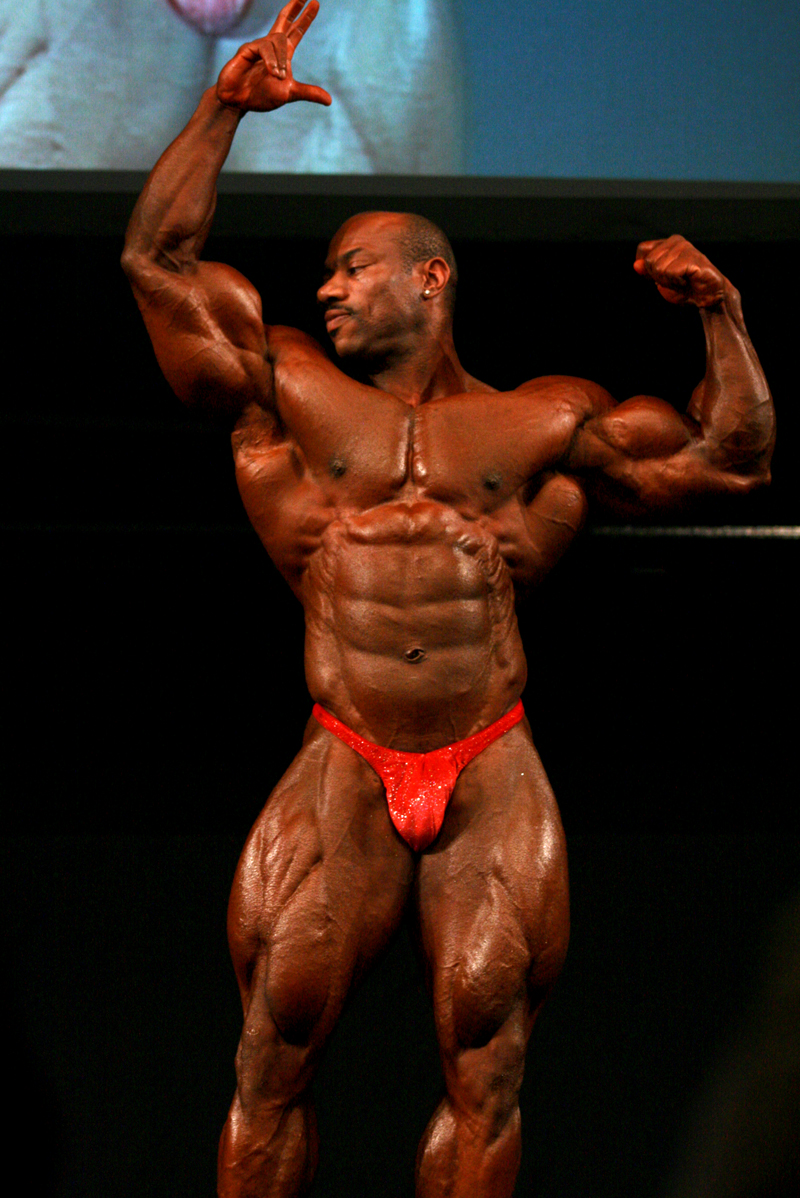
Dexter Jackson thi đấu ở giải IFBB 2008 Australia

Dexter "The Blade" Jackson (sinh ngày 25 tháng 11 năm 1969) là một vận động viên thể hình chuyên nghiệp IFBB từng vô địch giải Mr.Olympia vào năm 2008. Anh sống ở Jacksonville, Florida.

## Tiểu sử
Jackson lần đầu tiên tham gia giải đấu NPC Southern States Championship vào năm 1992 và về ở vị trí thứ 3.Anh thi đấu chuyên nghiệp lần đầu tiên vào năm 1999 ở giải Arnold đứng thứ 7, giải Night of Champions đứng thứ 3 và giải Mr. Olympia đứng thứ 9.
Ở giải Mr.Olympia vào năm 2007, Jackson xếp ở vị trí thứ 3, nhiều nhà phê bình cho rằng anh không thích hợp để xếp hạng cao hơn nữa.Vào ngày 27 tháng 9 năm 2008, Jackson vượt qua Jay Cutler-người đã từng thắng giải Mr.Olympia 2 lần để trở thành người thứ 12 có được danh hiệu;Jackson còn trở thành người thứ hai duy nhất thắng được 2 giải Mr.Olympia và Arnold Classic trong cùng một năm.
Năm 2008 là một năm thành công rực rỡ của Jackson, anh thắng rất nhiều giải bao gồm Arnold Classic, Australian Pro Grand Prix VIII, New Zealand Grand Prix, Russian Grand Prix và Mr.Olympia.Jackson về thứ 3 trong cuộc thi Mr.Olympia năm 2009.
Jackson chụp hình cho rất nhiều tạp chí thể hình trong đó có 2 tạp chí là Muscular Development và Flex.Anh cũng là nhân vật trung tâm trong video tài liệu thể hình Dexter Jackson: Unbreakable do Alex Ardenti(làm việc cho hãng phim Ardenti Films ở Florida và California) được phát hành vào năm 2009.

## Các giải đấu từng tham dự

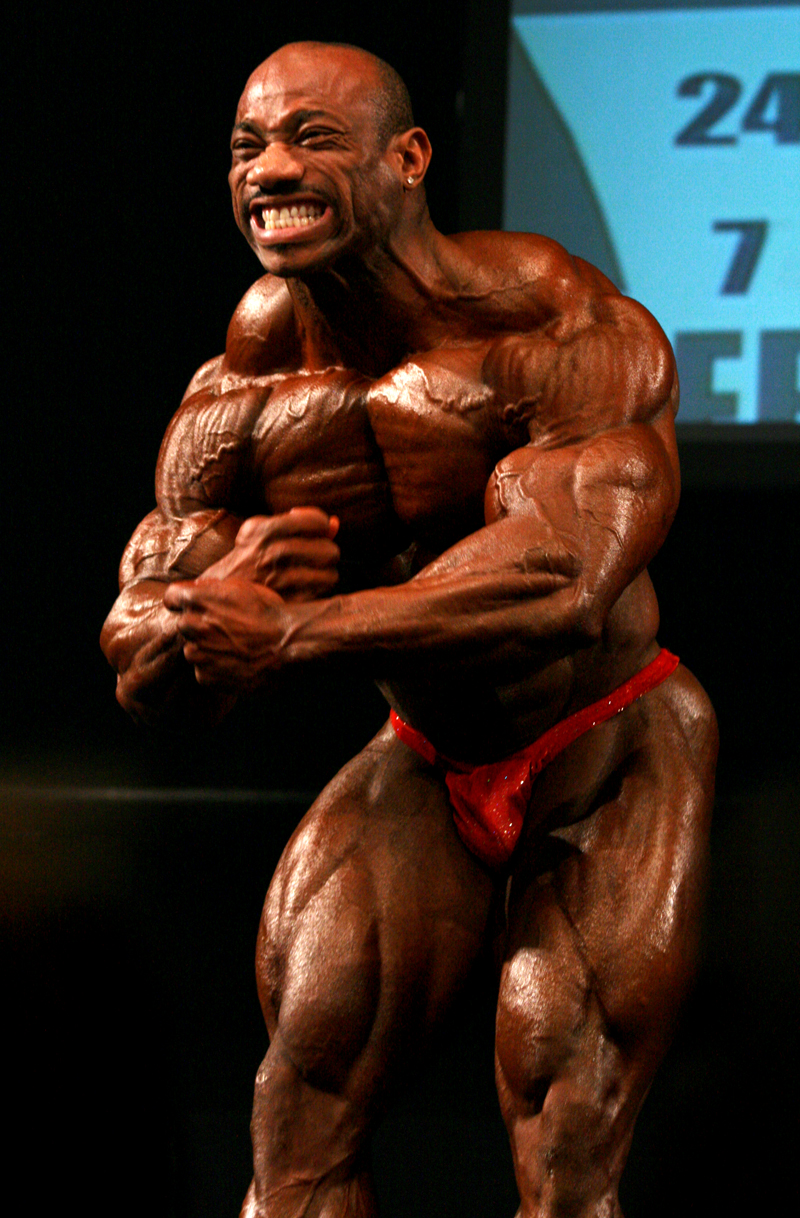
Dexter Jackson thi đấu ở giải 2008 IFBB Australian Pro Grand Prix VIII

- 1992 NPC Southern States, Lightweight, đứng thứ ba
- 1995 NPC USA Championships, Light-Heavyweight, đứng thứ nhất
- 1996 NPC Nationals, Light-Heavyweight, đứng thứ sáu
- 1998 North American Championships, Light-HeavyWeight, 1st and Overall
- 1999 Arnold Classic, đứng thứ bảy
- 1999 Grand Prix England, đứng thứ tư
- 1999 Night of Champions, đứng thứ ba
- 1999 Mr. Olympia, đứng thứ chín
- 1999 World Pro Championships, đứng thứ tư
- 2000 Arnold Classic, đứng thứ năm
- 2000 Grand Prix Hungary, đứng thứ hai
- 2000 Ironman Pro Invitational, đứng thứ ba
- 2000 Night of Champions, đứng thứ tám
- 2000 Mr. Olympia, đứng thứ chín
- 2000 Toronto Pro Invitational, đứng thứ hai
- 2001 Arnold Classic, đứng thứ năm
- 2001 Grand Prix Australia, đứng thứ ba
- 2001 Grand Prix England, đứng thứ tư
- 2001 Grand Prix Hungary, đứng thứ ba
- 2001 Night of Champions, đứng thứ hai
- 2001 Mr. Olympia, đứng thứ tám
- 2001 Toronto Pro Invitational, đứng thứ hai
- 2002 Arnold Classic, đứng thứ ba
- 2002 Grand Prix Australia, đứng thứ hai
- 2002 Grand Prix Austria, đứng thứ hai
- 2002 Grand Prix England, đứng thứ nhất
- 2002 Grand Prix Holland, đứng thứ ba
- 2002 Mr. Olympia, đứng thứ tư
- 2002 San Francisco Pro Invitational, đứng thứ ba
- 2002 Show of Strength Pro Championship, đứng thứ sáu
- 2003 Arnold Classic, đứng thứ tư
- 2003 Maximum Pro Invitational, đứng thứ ba
- 2003 Mr. Olympia, đứng thứ ba
- 2003 San Francisco Pro Invitational, đứng thứ ba
- 2003 Show of Strength Pro Championship, đứng thứ nhất
- 2004 Arnold Classic, đứng thứ ba
- 2004 Grand Prix Australia, đứng thứ nhất
- 2004 Ironman Pro Invitational, đứng thứ nhất
- 2004 Mr. Olympia, đứng thứ tư
- 2004 San Francisco Pro Invitational, đứng thứ nhất
- 2005 Arnold Classic, đứng thứ nhất
- 2005 San Francisco Pro Invitational, đứng thứ hai
- 2006 Arnold Classic, đứng thứ nhất
- 2006 Mr. Olympia, đứng thứ tư
- 2007 Arnold Classic, đứng thứ hai
- 2007 Mr. Olympia, đứng thứ ba
- 2008 Arnold Classic, đứng thứ nhất
- 2008 IFBB Australian Pro Grand Prix VIII, đứng thứ nhất
- 2008 IFBB New Zealand Grand Prix, đứng thứ nhất
- 2008 IFBB Russian Grand Prix, đứng thứ nhất
- 2008 Mr. Olympia, đứng thứ nhất
- 2009 Mr. Olympia, đứng thứ ba
- 2010 Arnold Classic, đứng thứ tư
- 2010 IFBB Australian Pro Grand Prix, đứng thứ hai
- 2010 Mr. Olympia, đứng thứ tư
- 2011 Flex Pro, đứng thứ hai
- 2011 Mr. Olympia, đứng thứ sáu
- 2011 FIBO Pro, đứng thứ nhất
- 2011 Pro Masters world champion, đứng thứ nhất
- 2012 Arnold Classic, đứng thứ năm

## Chỉ số hình thể
- Chiều cao: 5'6"
- Cân nặng(không thi đấu): 230-235 pounds
- Cân nặng(thi đấu):215 pounds
- Vòng bắp tay:khoảng 21 inches